# Friedrich Wilhelm Schaub
Johann Friedrich Wilhelm Schaub (* 4. Juni 1759 in Berlin; † unbekannt, nach 1788) war ein deutscher Maler und Zeichner.

## Biografie
Friedrich Wilhelm Schaub war der Sohn eines Unteroffiziers der Husaren in Berlin. Er studierte 1774 Zeichnen und Geometrie, 1775 Mechanik, 1776 Architektur und 1777 Perspektive an der Akademie der Künste in Berlin. Weitere Studien folgten dort auch 1779 und 1781. Anschließend arbeitete er als Landschaftsmaler, Kupferstecher und Zeichenmeister. Die von ihm gefertigten Zeichnungen der Vororte von Berlin wurden von Otto Christian Sahler gestochen. Er beteiligte sich 1786, 1787 und 1788 mit Landschaften in Wasserfarben und in Öl an den Ausstellungen der Berliner Akademie. 1788 hielt er sich in Schlodien auf. Von dort scheint er nicht nach Berlin zurückgekehrt zu sein.